# 2685 Masursky
A 2685 Masursky (ideiglenes jelöléssel 1981 JN) a Naprendszer kisbolygóövében található aszteroida. Edward L. G. Bowell fedezte fel 1981. május 3-án.